# Oldbury
Oldbury este un oraș în comitatul West Midlands, regiunea omonimă, Anglia. Orașul se află în districtul metropolitan Sandwell a cărui reședință este.